# 우니앙 헤크레아치바 두스 트라발랴도리스
우니앙 헤크레아치바 두스 트라발랴도리스(União Recreativa dos Trabalhadores)는 URT라고도 불리며, 1939년 7월 9일에 창단한 브라질 미나스제라이스주 파투스지미나스를 연고로 하는 축구팀이다. 2018년 현재 전국 4부 리그 캄페오나투 브라질레이루 세리이 D와 연방구 리그 캄페오나투 미네이루에 참가하고 있다. 코파 두 브라지우에는 세 차례 출전하였다.

## 선수 명단

### 현역
- 호니(2020 ~ )